# Domqueur
Domqueur é uma comuna francesa na região administrativa de Altos da França, no departamento de Somme. Estende-se por uma área de 8,37 km². Em 2010 a comuna tinha 319 habitantes (densidade: 38,1 hab./km²).